# Bürgerschaftswahl in Bremen 1967
- SPD: 50
- FDP: 10
- CDU: 32
- NPD: 8

Die Bürgerschaftswahl in Bremen 1967 war die siebte Wahl zur Bürgerschaft in der Freien Hansestadt Bremen. Sie fand am 1. Oktober 1967 statt.

## Vorgeschichte
Zwanzig Jahre – von 1945 bis 1965 – prägte Wilhelm Kaisen (1887–1979) als Präsident des Senats des Landes Bremen die Politik Bremens. Im Juli 1965 trat er zurück (er hatte sieben Senate geleitet); sein Nachfolger wurde Willy Dehnkamp (1903–1985; siehe auch Senat Dehnkamp). 
Dehnkamp war auch Spitzenkandidat der SPD bei der Wahl 1967.

## Ergebnis
Die Wahlbeteiligung lag bei 77,0 Prozent. 
Die SPD verlor die absolute Mehrheit der Sitze. Sie regierte weiterhin mit der FDP, die auch während der absoluten Mehrheit der SPD seit 1955 durchgängig den Senaten angehört hatte. Dehnkamp wurde von Hans Koschnick im Senat Koschnick I abgelöst, der diesen Posten bis 1985 innehatte. 
Die Nationaldemokratische Partei Deutschlands, die bereits durch den Übertritt dreier ehemaliger Mitglieder der Deutschen Partei in der Bürgerschaft vertreten war, zog (zum bisher einzigen Mal) in die Bürgerschaft ein. Auf der anderen Seite des politischen Spektrums erreichte die DFU mit 4,2 % ihr bestes Ergebnis auf Länderebene. 
| Partei | Stimmen | Prozent | Sitze (Veränderung) |
| ------ | ------- | ------- | ------------------- |
| SPD    | 186.795 | 46,0    | 50 (−7)             |
| CDU    | 119.647 | 29,5    | 32 (+1)             |
| FDP    | 42.731  | 10,5    | 10 (+2)             |
| NPD    | 35.894  | 8,8     | 8 (+8)              |
| DFU    | 17.240  | 4,2     | –                   |
| DP     | 3.594   | 0,9     | 0 (−4)              |